# Senaning
Senaning is een bestuurslaag in het regentschap Batang Hari van de provincie Jambi, Indonesië. Senaning telt 821 inwoners (volkstelling 2010).